# Sandraudiga
Sandraudiga la «déesse du sable» ou étymologiquement «sable rouge», est une déesse germanique et celtique attestée sur une pierre portant une inscription en latin, trouvée dans le Brabant-Septentrional, aux Pays-Bas actuels. La pierre est aujourd'hui conservée au Musée national des antiquités, à Leyde. La signification de son nom est toujours sujette à discussion, mais il a été suggéré que cela pourrait signifier « celle qui teint le sable en rouge ». Les autres divinités néerlandaises autochtones du sud connues localement à cette époque sont Vagdavercustis, Burorina, Hludana, Viradectis, Hurstrga, Nehalennia et Seneucaega.
Sur l'autel en pierre du IIe ou IIIe siècle de notre ère, découverte en 1812 à Tiggelt près de Rijsbergen, elle a été transférée au musée national des antiquités et découvertes archéologiques à Leyde aux Pays-Bas.
L'inscription se lit en latin comme suit: 
| DEA[E]/[S]ANDRAUDIGA[E]/CULTO RES/TEM PLI | À la déesse Sandraudiga, les adorateurs de son temple. |

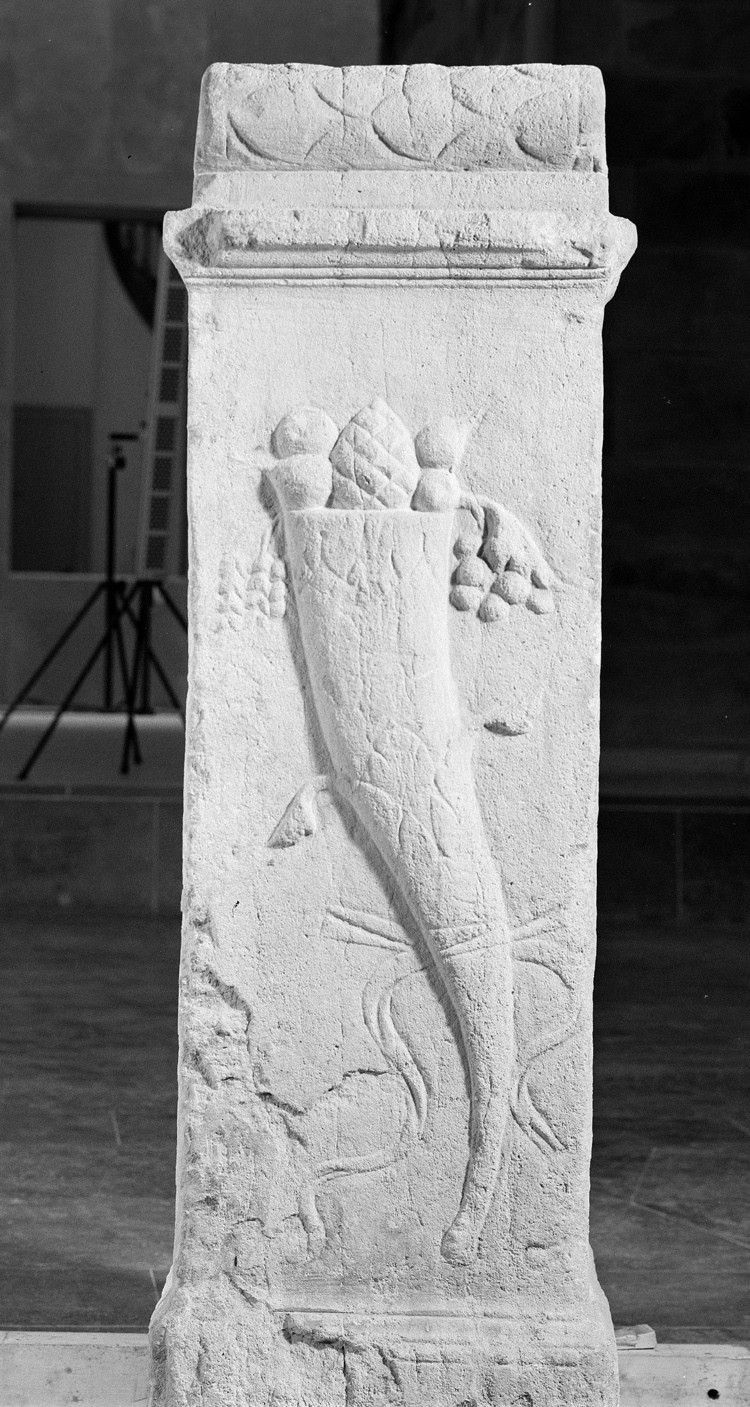
Autel de Sandraudiga conservé dans les collections du Rijksmuseum van Oudheden de Leyde.